# Goerodes granus
Goerodes granus är en nattsländeart som beskrevs av Martin E. Mosely 1939. Goerodes granus ingår i släktet Goerodes och familjen kantrörsnattsländor. Inga underarter finns listade i Catalogue of Life.